# Isana
Isana fou una província d'Assíria de situació incerta. Simo Parpola considera que existeix des del 830 i la situa a Síria, però a l'anomenat Helsinki atlas (2001) se la situa a la vora del Tigris, a la riba esquerra, a la confluència amb el Gran Zab.
A la llista d'epònims apareix esmentada diverses vegades:
- 884 aC/830 aC Durant el període epònim de Nergal-ilaya, governador d'Isana, campanya contra Urartu
- 871 aC/817 aC Durant el període epònim de Nergal-ilaya, governador d'Isana, campanya contra Tila
- 844 aC/790 aC Durant el període epònim de Šep-Šamaš, governador d'Isana, campanya contrat Itu'a.
- 812 aC/758 aC Durant el període epònim d'Ana-bêli-taklak, governador d'Isana, campanya contra Guzana; pau a la terra.
- 700 aC Durant el període epònim de Mitunu (Metunu), governador d'Isana, Aššur-nadin-šumi, fill de Sennàquerib, va esdevenir rei de Babilònia en el palau, a la ciutat.